# Petr Romanovič Bagration
Petr Romanovič Bagration (rusky: Пётр Рома́нович Багратио́н, 24. září 1818, Kizljar – 17. ledna 1876, Petrohrad) byl rusko-gruzínský státník, generál a vědec. Byl synem generála a knížete Romana Bagrationa a potomek gruzínské královské dynastie Bagrationů.
V roce 1841 zahájil svůj celoživotní výzkum ve Vědecké laboratoři fyziky Petrohradské akademie věd (nyní Ruská akademie věd) pod vedením prusko-ruského akademika Moritze Hermanna Jacobiho. Vynalezl suchý galvanický článek a věnoval se také galvanoplastice.
V roce 1862 byl jmenován guvernérem Tverské gubernie a od roku 1870 až do své smrti byl generálním guvernérem baltských gubernií - provincie Ostsee (Kuronsko, Livonsko a Estonsko). Za svou práci guvernéra byl v roce 1868 vyznamenán Řádem svatého Vladimíra, v roce 1869 Řádem bílé orlice a v roce 1872 Řádem sv. Alexandra Něvského.

## Mládí a studia
Narodil se 24. září (6. října) 1818 v Kizlyaru v gruzínské rodině R. I. Bagrationa - generálního guvernéra Tiflisu (nyní Tbilisi, hlavní město Gruzie). Jeho matka Anna Semenovna Ivanovová pocházela také ze šlechtické rodiny, ale arménského původu. Byl synovcem P. I. Bagrationa, hrdiny vlastenecké války z roku 1812.
Po získání komplexního domácího vzdělání nastoupil Bagration 1831 na vojenskou školu, kterou ukončil v roce 1835 jako kadet v koňské eskadře pro záchrannou službu. V roce 1837 byl povýšen na praporčíka a v roce 1840 do hodnosti podporučíka. V roce 1840 absolvoval vojenskou akademii v Petrohradě.

## Vědecká kariera
Po ukončení vojenského vzdělání v roce 1841 zahájil svůj celoživotní výzkum ve Vědecké laboratoři fyziky Petrohradské akademie věd (nyní Ruská akademie věd) pod vedením prusko-ruského akademika Moritze Hermanna Jacobiho. Studoval především dělostřelecké a inženýrské vědy.
Upozornil na sebe prací na galvanickém článku, neboť v roce 1843 vytvořil první suchý galvanický článek a v roce 1845 o něm publikoval monografii. Věnoval se také galvanoplastice. V roce 1843 provedl galvanické pozlacení za přítomnosti Moritze Hermanna Jacobiho, vynálezce galvanoplastiky.
V roce 1843 byl za svou práci vyznamenán Řádem sv. Stanislava a v roce 1844 získal vyznamenání za čištění kronštadtského přístavu od ledu galvanickou metodou.
V roce 1844 byl poslán Petrohradskou akademií věd na šest měsíců do Německa, Francie a Anglie, aby studoval aplikace galvanismu. Současně významně přispěl k teorii těžby zlata z rud pomocí roztoku alkalických kyanidů. Studoval rozpustnost kovového zlata, stříbra a mědi ve vodných roztocích kyanidových sloučenin.
V roce 1850 mu byla udělena cena Petrohradské akademie věd.

## Vojenská kariera

### Guvernér v Tveru

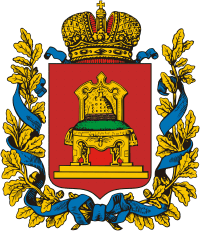
Erb Tverské gubernie (Ruská říše)

V roce 1862 byl Bagration jmenován guvernérem v Tveru. V této pozici jednal velmi energicky a zároveň se mu podařilo vyloučit střety správy s novými zemstvy a soudními institucemi.
V Tveru se podílel na výstavbě hliněné hradby na ochranu obyvatel Zatmaku před povodněmi během jarních záplav řek, výstavbě železniční větve ze stanice Tver a telegrafní linky do Starica a Rzhev. Během jeho správy byla výrazně vylepšena veřejná knihovna a za účasti zemstva založeno muzeum místních tradic. Za pomoci mineralogické společnosti byly provedeny místní geologické studie.
Vedoucí tverského zemstva mu písemně vyjádřil upřímnou vděčnost za neustálou pomoc při jejich práci. Tverská městská společnost se rozhodla zřídit stipendia s jeho jménem a jménem jeho manželky v místním provinčním ženském gymnáziu a sirotčinci.
V roce 1865 mu byl za jeho zásluhy udělen Řád sv. Anny 1. stupně s císařskou korunou a meči. Téhož roku byl povýšen do hodnosti generálporučíka.

### Guvernér v Ostsee
V roce 1870 se Bagration ujal funkce generálního guvernéra Livonska, Kuronska a Estonska v oblasti Ostsee. Podporoval reformy Alexandra II. na pobaltské provincie a využil všech opatření ke sjednocení oblasti Ostsee s ostatními regiony ruské říše.
Byl vždy připraven k boji proti všemu, co odporovalo ruským zásadám. Na základě jeho rozhodnutí byli do vedení provincií jmenováni jenom ti, kteří ruské principy tvrdě prosazovali. Bagration přísně střežil nedotknutelnost městských předpisů z roku 1870 a soudních zákonů z roku 1864, staral se o zlepšení pravoslavných venkovských farností, veřejných škol a snažil se zavést povinnou výuku ruského jazyka ve školách.
V lednu 1876 se jako guvernér zúčastnil služební cesty do Petrohradu. Na této cestě onemocněl a náhle zemřel 17. ledna na astmatický záchvat. Tělo bylo pohřbeno 20. ledna 1876 v Petrohradě v klášteře Vzkříšení Novodevičij ve speciálně postavené kapli.

## Rodina

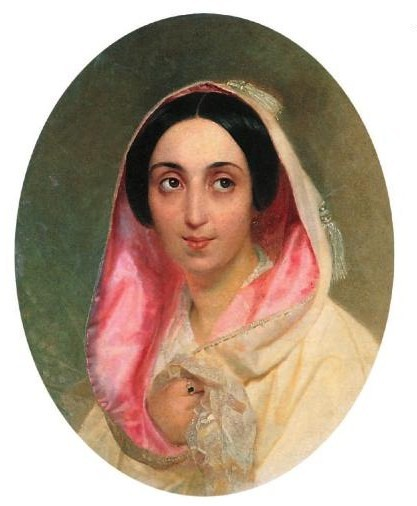
Anna Aleksejevna Martynova

Petr Romanovič Bagration se oženil v roce 1845 a jeho manželkou se stala Anna Aleksejevna Martynova (1824 - 1885), která se narodila a vyrostla v Charkově jako dcera poručíka Alexeje Michajloviče Martynova. Vzali se v Petrohradě v katedrále sv. Izáka. Podle současníka byla Anna velmi chytrá žena. Manželé spolu měli dvojčata:
- Jevgenia (1846–1903), členka carského dvora
- Jelizaveta (1846–1868), provdaná za Erica-Georga Goldberga

Bagration zemřel 17. ledna 1876 na služební cestě v Petrohradě ve věku 58 let.